# Amy Mbacké Thiam
Amy Mbacké Thiam (ur. 10 listopada 1976) – senegalska lekkoatletka specjalizująca się w biegu na 400 metrów, pierwsza sprinterka z Afryki, która na dystansie płaskim została mistrzynią świata.
Podczas mistrzostw świata w 2001 była rewelacją zawodów awansowała do finału z najlepszym czasem, jednak nikt nie stawiał na jej zwycięstwo. Ostatecznie wygrała i ustanowiła swój rekord życiowy. W 2003 zdobyła brązowy medal. Liczono, że zdobędzie medal na igrzyskach olimpijskich w Atenach, ale odpadła w eliminacjach. Rok później dotarła do finału MŚ, ale wówczas zajęła ostatnie 8. miejsce. W 2008 roku, została zawieszona, przez rodzimą federację lekkoatletyczną na rok, za krytykę przewodniczącego IAAF-u, Lamine Diacka.
W swej karierze zdobywała nie tylko liczne medale mistrzostw Afryki (w latach 1998-2012), ale też medale igrzysk afrykańskich (w 1999 oraz 2011 roku).

## Osiągnięcia sportowe

### Mistrzostwa świata
| Miejsce | Dzień       | Rok  | Miejscowość | Konkurencja        | Czas biegu | Strata   | Zwycięzca                |
| ------- | ----------- | ---- | ----------- | ------------------ | ---------- | -------- | ------------------------ |
| 1.      | 7 sierpnia  | 2001 | Edmonton    | bieg na 400 m      | 49,86 s    | –        | –                        |
| 3.      | 27 sierpnia | 2003 | Paryż       | bieg na 400 m      | 49,95 s    | + 1,06 s | Ana Guevara              |
| DQ      | 31 sierpnia | 2003 | Paryż       | sztafeta 4 × 400 m | –          | –        | Stany Zjednoczone        |
| 8.      | 10 sierpnia | 2005 | Helsinki    | bieg na 400 m      | 52,22 s    | + 2,67 s | Tonique Williams-Darling |

### Mistrzostwa Afryki
| Miejsce | Dzień       | Rok  | Miejscowość | Konkurencja        | Czas biegu  | Strata   | Zwycięzca       |
| ------- | ----------- | ---- | ----------- | ------------------ | ----------- | -------- | --------------- |
| 2.      | 22 sierpnia | 1998 | Dakar       | sztafeta 4 × 400 m | 3:31,07 min | + 0,00 s | Nigeria         |
| 1.      | 19 lipca    | 2004 | Brazzaville | sztafeta 4 × 400 m | 3:29,41 min | –        | –               |
| 1.      | 11 sierpnia | 2006 | Bambous     | bieg na 400 m      | 52,22 s     | –        | –               |
| 2.      | 29 lipca    | 2010 | Nairobi     | bieg na 400 m      | 51,32 s     | + 1,29 s | Amantle Montsho |
| 3.      | 1 sierpnia  | 2010 | Nairobi     | sztafeta 4 × 400 m | 3:35,55 min | + 6,29 s | Nigeria         |
| 3.      | 29 czerwca  | 2012 | Porto-Novo  | bieg na 400 m      | 51,68 s     | + 2,14 s | Amantle Montsho |
| 3.      | 1 lipca     | 2012 | Porto-Novo  | sztafeta 4 × 400 m | 3:31,64 min | + 2,87 s | Nigeria         |

### Najlepszy wynik w sezonie

#### 400 m
| Rok  | Wiek    | Wynik | Miejsce           | Data        | Wynik na świecie |
| ---- | ------- | ----- | ----------------- | ----------- | ---------------- |
| 1999 | 23 lata | 50,77 | Sewilla           | 24 sierpnia | 17               |
| 2000 | 24 lata | 50,88 | La Chaux-de-Fonds | 13 sierpnia | 29               |
| 2001 | 25 lat  | 49,86 | Edmonton          | 7 sierpnia  | 3                |
| 2002 | 26 lat  | 50,96 | Monako            | 19 lipca    | 14               |
| 2003 | 27 lat  | 49,95 | Paryż             | 27 sierpnia | 4                |
| 2004 | 28 lat  | 50,82 | La Chaux-de-Fonds | 8 sierpnia  | 28               |
| 2005 | 29 lat  | 50,69 | Monako            | 10 września | 13               |
| 2006 | 30 lat  | 50,54 | Paryż             | 8 lipca     | 16               |
| 2007 | 31 lat  | 50,15 | Rzym              | 13 lipca    | 9                |
| 2009 | 33 lata | 50,71 | Rzym              | 10 lipca    | 19               |
| 2010 | 34 lata | 51,32 | Nairobi           | 29 lipca    | 26               |
| 2011 | 35 lat  | 51,77 | Maputo            | 13 września | 54               |
| 2012 | 36 lat  | 51,68 | Porto-Novo        | 29 czerwca  | 63               |
| 2013 | 37 lat  | 52,06 | Paryż             | 14 lipca    | 77               |

## Rekordy życiowe
- Bieg na 200 m – 23,10 (13 maja 2005 Doha i 14 maja 2006 Rio de Janeiro)
- Bieg na 300 m – 36,37 (14 września 2000 Sydney)
- Bieg na 400 m – 49,86 (7 sierpnia 2001 Edmonton) rekord Senegalu
- Bieg na 200 m (hala) – 23,56 (10 lutego 2009 Liévin) rekord Senegalu
- bieg na 400 m (hala) – 52,48 (2 lutego 2006 Sztokholm) rekord Senegalu